# Nebulosa Cabeça de Cavalo
A Nebulosa Cabeça de Cavalo (ou Barnard 33) é uma nebulosa escura na constelação de Orion. A nebulosa está localizada logo abaixo de Zeta Orionis, estrela que faz parte do cinturão de Órion. Está a aproximadamente 1500 anos-luz da Terra. É uma das nebulosas mais identificáveis devido à forma de sua nuvem escura de plasma, poeira e gases, que é semelhante à cabeça de um cavalo. Foi observada pela primeira vez em 1888 por Williamina Fleming na chapa fotográfica B2312 do observatório da Universidade de Harvard.
O brilho vermelho se origina do hidrogênio, gás que predomina por trás da nebulosa, ionizado pela próxima estrela brilhante Sigma Orionis. A escuridão da Cabeça de Cavalo é causado principalmente por uma poeira espessa. Tem cerca de 16 anos-luz de extensão e uma massa total de 300 massas solares.

## Galeria

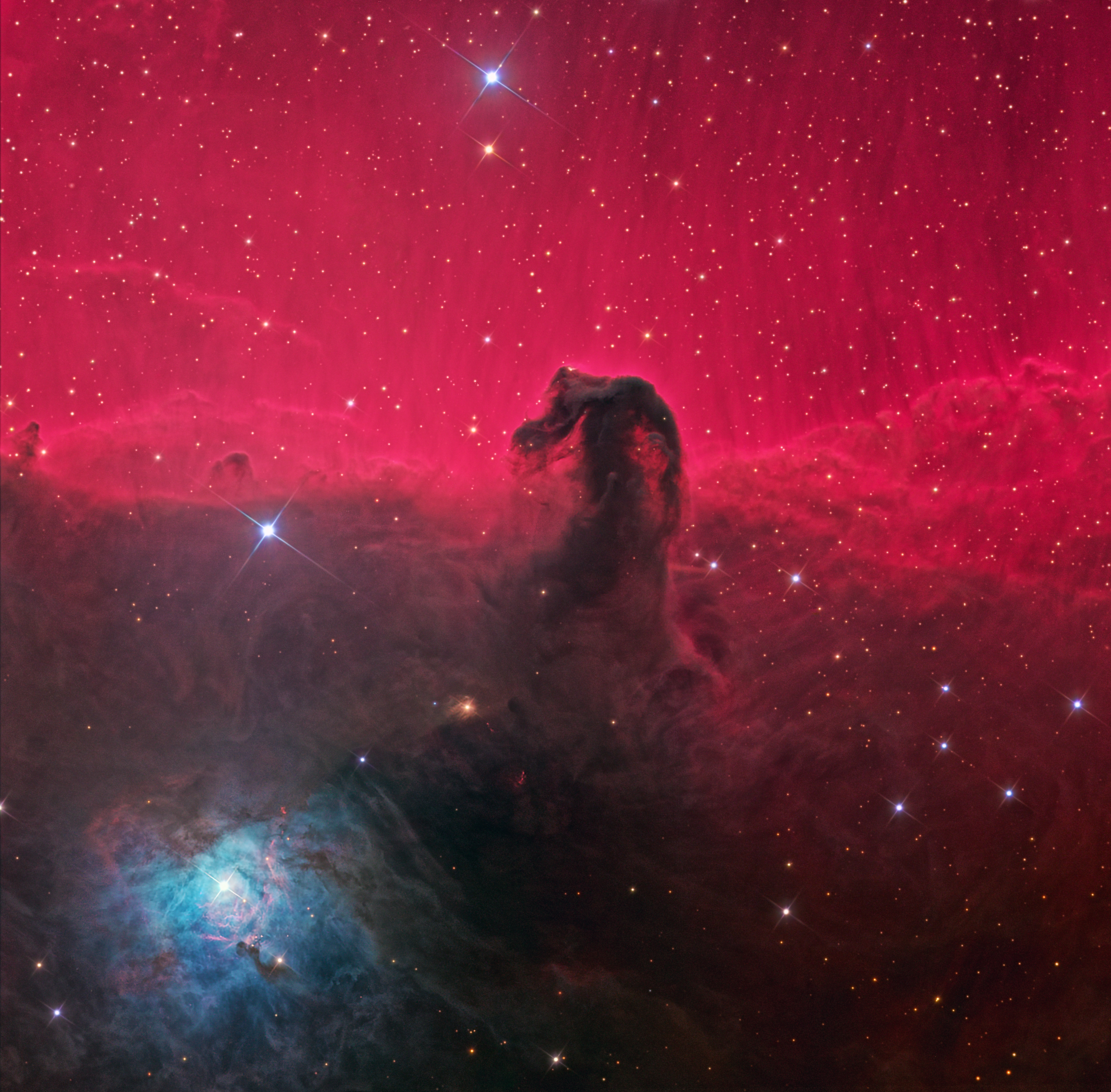
A Nebulosa Cabeça de Cavalo. A nebulosa de reflexão NGC 2023 está no canto inferior esquerdo e a própria nebulosa perto do centro, no formato de uma cabeça de cavalo. Foto tirada em 2011.
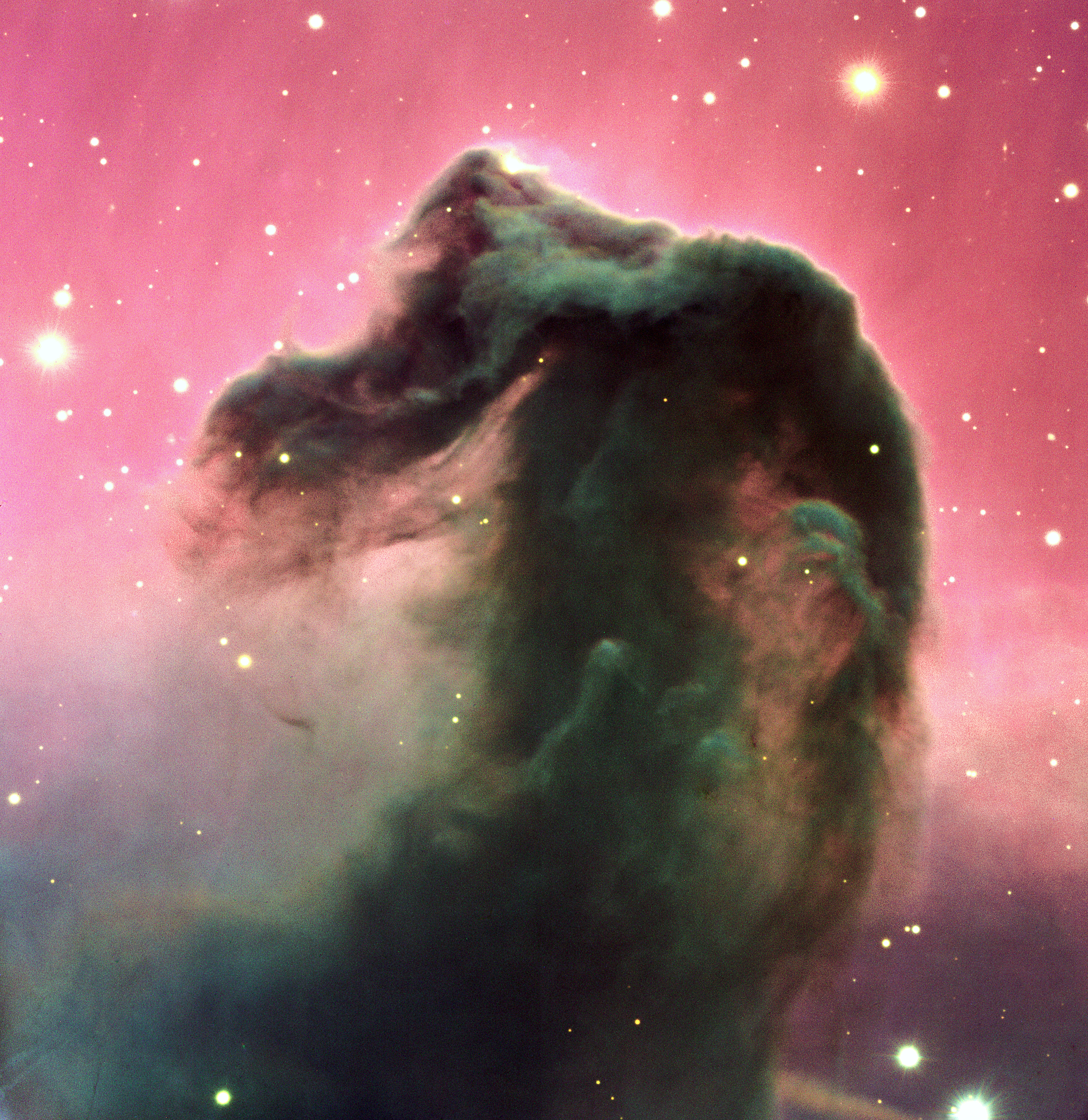
Imagem do ESO da Nebulosa Cabeça de Cavalo.
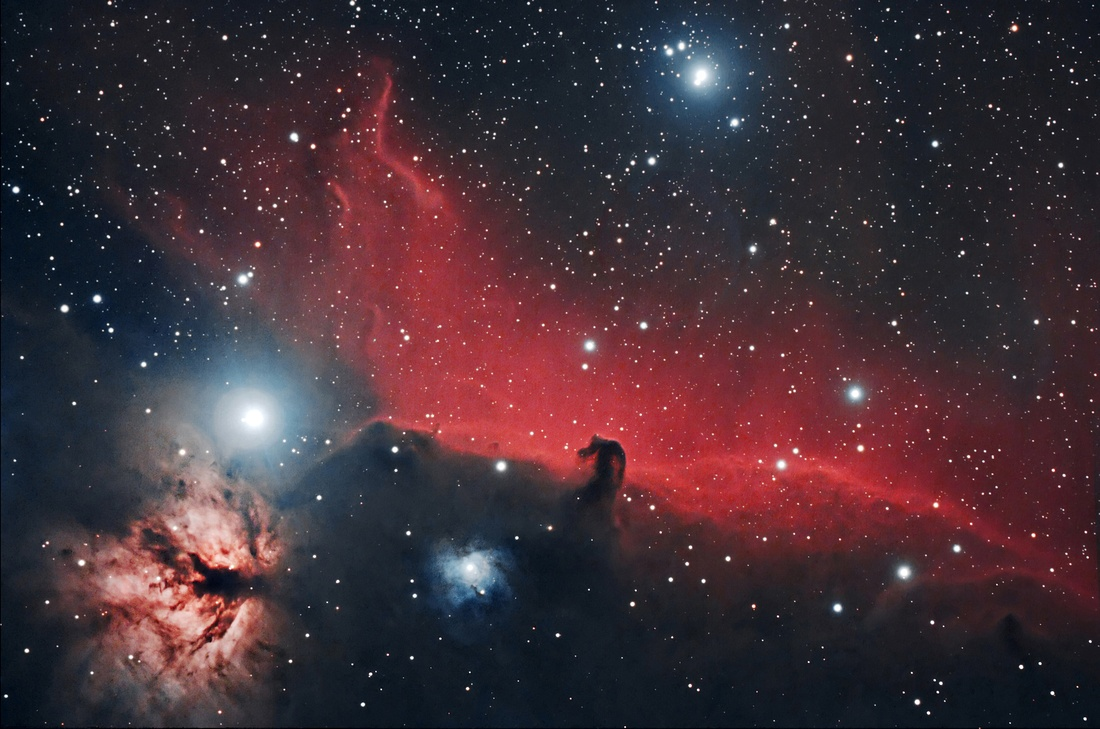
Imagem amadora da Região da Nebulosa Cabeça de Cavalo, sul da estrela Zeta Orionis no cinturão de Orion.